# 梶田正巳
梶田 正巳（かじた　まさみ、1941年2月26日 - 2016年1月29日）は、日本の教育心理学者。名古屋大学名誉教授。
愛知県生まれ。名古屋大学大学院教育学研究科博士課程にて、教育心理学・学習指導論・異文化間教育学を専攻。1974年「弁別移行学習における学習機序の研究 新らしい仮設の試みについて」で名古屋大学より教育学博士の学位を取得。大阪市立大学文学部助手、同講師、名古屋大学教育学部助教授、教授、教育学部学部長、名古屋大学高等教育研究センター長、同大学院教育発達科学研究科教授。2003年定年退官、名誉教授、中部大学教授、2007年椙山女学園大学教授。2012年退職。文部省海外子女教育専門官および教育課程審議会委員、名古屋市教育委員会・社会教育委員など。
2016年1月29日死去。74歳没。叙正四位、瑞宝中綬章受章。

## 著書
- 『ボストンの小学校 ありのままのアメリカ教育』有斐閣選書 1983
- 『授業を支える学習指導論 PLATT』金子書房 1986
- 『教えること学ぶこと 学校と家庭の学習カウンセリング』有斐閣選書 1991
- 『異文化に育つ日本の子ども アメリカの学校文化のなかで』中公新書 1997
- 『勉強力をつける 認識心理学からの発想』ちくま新書 1998
- 『勉強力をみがく エキスパートへのみち』ちくま新書 2003
- 『学びの教育文化誌』ナカニシヤ出版 2004

### 共編著
- 『子どもはどう発達するか 生命の誕生から就学前後まで』編 有斐閣選書 1980
- 『授業の教育心理学』編著 黎明書房 1982
- 『学習心理学』太田信夫共編 福村出版 1985
- 『新しい授業の創り方講座 第1巻 小・中学生の心理と授業実践の改革』編著 第一法規出版 1991
- 『教育の心理を探る』久世敏雄共編 福村出版 1991
- 『成長への人間的かかわり 心理学・教育学的アプローチ』編 有斐閣選書 1995
- 『日本の教育力』祖父江孝男共編著 金子書房 1995
- 『外国人児童・生徒と共に学ぶ学校づくり』松本一子,加賀澤泰明共編著 ナカニシヤ出版 1997
- 『学ぶ心理学、生かす心理学』監修 石田勢津子,大野木裕明,杉村伸一郎編 ナカニシヤ出版 2001
- 『学校教育の心理学』編 名古屋大学出版会 2002
- 『授業の知 学校と大学の教育革新』編 有斐閣選書 2004

### 翻訳
- マイケル・ホウ『乳幼児はいかに学ぶか 最近の研究と展望』酒井亮爾共編訳 黎明書房 1979
- H.F.ハーロー, C.メアーズ『ヒューマン・モデル サルの学習と愛情』共訳 黎明書房 1985